# Brotnica
Brotnica (836 m) – wzniesienie w Wielkiej Fatrze na Słowacji nad wsimi Folkušová i Necpaly. Znajduje się w zakończeniu północno-zachodniego grzbietu odchodzącego od niższego wierzchołka Suchego Wierchu. Grzbiet ten oddziela Necpalską dolinę od Gaderskiej doliny i jej górnej części – Dedošowej doliny. Na Koziej skale rozgałęzia się on na dwa ramiona; zachodnie zakończone szczytem Pekarová i północno-zachodnie (tzw. Červený grúň) zakończone Brotnicą. Brotnica w istocie nie jest szczytem, lecz miejscem załamania grani, w którym z łagodnie opadającej przechodzi w stromo opadającą. Zachodnie i północne stoki Brotnicy opadają na Kotlinę Turczańską, wschodnie do dolinki będącej odnogą Necpalskiej doliny.
Brotnica zbudowana jest ze skał wapiennych. Jest porośnięta lasem, ale są w nim liczne wapienne skały i ściany. Duże turnie znajdują się zwłaszcza w zboczach dolinki będącej odnogą Necpalskiej doliny. Cały masyw znajduje się na obszarze Parku Narodowego Wielka Fatra i nie prowadzi przez niego żaden szlak turystyczny.